# Burnsville (Misisipi)
Burnsville es un pueblo del Condado de Tishomingo, Misisipi, Estados Unidos. Según el censo de 2000 tenía una población de 1.034 habitantes.

## Demografía
Según el censo de 2000, había 1.034 personas, 412 hogares y 285 familias residiendo en la localidad. La densidad de población era de 84,0 hab./km². Había 465 viviendas con una densidad media de 37,8 viviendas/km². El 98,07% de los habitantes eran blancos, el 0,39% amerindios, el 0,39% asiáticos, 1,55% pertenecía a dos o más razas. El 1,26% de la población eran hispanos o latinos de cualquier raza.
Según el censo, de los 412 hogares en el 35,7% había menores de 18 años, el 47,1% pertenecía a parejas casadas, el 17,2% tenía a una mujer como cabeza de familia, y el 30,6% no eran familias. El 29,1% de los hogares estaba compuesto por un único individuo, y el 10,7% pertenecía a alguien mayor de 65 años viviendo solo. El tamaño promedio de los hogares era de 2,51 personas, y el de las familias de 3,06.
La población estaba distribuida en un 29,7% de habitantes menores de 18 años, un 9,8% entre 18 y 24 años, un 27,1% de 25 a 44, un 23,9% de 45 a 64, y un 9,6% de 65 años o mayores. La media de edad era 32 años. Por cada 100 mujeres había 87,3 hombres. Por cada 100 mujeres de 18 años o más, había 82,7 hombres.
Los ingresos medios por hogar en la localidad eran de 20.083 dólares ($), y los ingresos medios por familia eran 27.679 $. Los hombres tenían unos ingresos medios de 28.523 $ frente a los 18.333 $ para las mujeres. La renta per cápita para la ciudad era de 12.359 $. El 27,4% de la población y el 23,5% de las familias estaban por debajo del umbral de pobreza. El 34,8% de los menores de 18 años y el 27,9% de los habitantes de 65 años o más vivían por debajo del umbral de pobreza.

## Geografía
Según la Oficina del Censo de los Estados Unidos, Burnsville tiene un área total de 12,4 km² de los cuales 12,3 km² corresponden a tierra firme y 0,1 km² a agua. El porcentaje total de superficie con agua es 0,42%.